# 扬·弗伦泽蒂
扬·弗伦泽蒂（羅馬尼亞語：Ion Frunzetti；1918年1月20日—1985年9月11日），是罗马尼亚的艺术评论家、历史学家、散文家、诗人、作家、翻译家、大学教授，1951年因为政治原因被解雇。

## 作品
- 《Disparate, Bucureşti》（2002年）
- 《Studii critice》（2000年）
- 《În căutarea tradiţiei》（1998年）
- 《Scrieri, I, II - Constanţa》（1997年）
- 《Arta românească în secolul XIX》（1991年）
- 《Pegas între Meduză şi Perseu》（1985年）
- 《Ţărmurile clipei》（1983年）
- 《Dimitrie Paciurea》（1971年）
- 《Dragostele aceleaşi inimi》（1967年）
- 《Ostrovul meu》（1957年）
- 《Maree》（1945年）
- 《Greul pământului》（1943年）
- 《Risipă avară》（1941年）